# Тот, Иштван (футболист)
Иштван Тот (венг. Tóth Potya István, 28 июля 1891, Будапешт — 6 февраля 1945, Будапешт) — венгерский футболист, игравший на позиции нападающего. По завершении игровой карьеры — футбольный тренер. Выступал, в частности, за клуб «Ференцварош», а также национальную сборную Венгрии. Двукратный чемпион Венгрии как игрок и четырехкратный чемпион Венгрии как тренер. Обладатель Кубка Митропы (как тренер).

## Клубная карьера
Родился 28 июля 1891 года в городе Будапешт. Воспитанник футбольной школы клуба БТК. Во взрослом футболе дебютировал в 1904 году за «Будапешти ТС». Затем выступал за команду клуба «Незмети», в которой провел шесть сезонов.
В 1912 году перешёл в клуб «Ференцварош», за который выступал до 1926 года. За это время сыграл в составе команды 390 матчей, в которых забил 145 мячей. Среди них 17 матчей и 63 гола в чемпионате, а также 9 матчей и 1 гол в кубке. Дважды становился чемпионом страны и дважды обладателем Кубка Венгрии.

## Выступления за сборную
В 1909 году дебютировал в официальных матчах в составе национальной сборной Венгрии. В течение карьеры в национальной команде, которая длилась 18 лет, провел в форме главной команды страны 19 матчей, забив 8 голов.
В составе сборной был участником футбольного турнира на Олимпийских играх 1912 года в Стокгольме.

## Карьера тренера
Начал тренерскую карьеру, ещё продолжая играть на поле, в 1925 году, возглавив тренерский штаб клуба «Ференцварош». Три сезона подряд приводил команду к чемпионству и дважды завоевывал национальный кубок. В 1928 году выиграл с командой международный трофей — Кубок Митропы.
24 февраля 1929 года руководил сборной Венгрии в товарищеском матче против Франции (0:3). Далее отправился в Италию, где тренировал клубы «Триестина» (14 место в Серии «А») и «Амброзиана-Интер» (6 место).
В 1932 году вернулся на родину в клуб «Уйпешт», с которым завоевал титул чемпиона Венгрии. После этого снова тренировал «Триестину», а затем венгерский «Электромош».
Последним местом работы Тота был «Ференцварош», который он возглавлял в 1943 году. В целом у тренерского руля этого клуба он в 1925—1930 и 1943 годах работал в 211 матчах, из них 96 в чемпионате.
Умер 6 февраля 1945 года на 54-м году жизни в Будапеште.

## Титулы и достижения

### Как игрока
- Чемпион Венгрии (2):

«Ференцварош»: 1912-13, 1925-26
- Обладатель Кубка Венгрии (2):

«Ференцварош»: 1912-13, 1921-22

### Как тренера
- Чемпион Венгрии (4):

«Ференцварош»: 1925-26, 1926-27, 1927-28
«Уйпешт»: 1932-33
- Обладатель Кубка Венгрии (2):

«Ференцварош»: 1926-27, 1927-28
- Обладатель Кубка Митропы (1):

«Ференцварош»: 1928